# Moschea di Omar ibn al-Khattab
La moschea di ʿUmar ibn al-Khaṭṭāb è una moschea situata a Maicao, nel dipartimento de La Guajira, in Colombia.
Conosciuta localmente come "La Mezquita" (per il fatto che è l'unica moschea della regione), l'edificio è la terza moschea più grande dell'America Latina (la seconda al momento della costruzione), dopo il Centro culturale islamico Re Fahd di Buenos Aires e la moschea di Caracas.
La moschea, unitamente alla vicina scuola "Dar Alarkan", fu inaugurata il 17 settembre 1997 ed è dedicata alla memoria del secondo califfo sunnita Omar Ibn Al-Khattab.

## Architettura
La struttura, progettata dall'architetto iraniano Alí Namazi, può ospitare oltre 1.000 persone.
All'ingresso vi è un grande salone con quadri in cui vi sono scritte arabe. Più avanti, in un'altra stanza più grande di quella precedente, vi è il luogo usato dagli uomini per pregare e per riunirsi al termine del ramadam.
Sul tetto vi sono manufatti e varie decorazioni.
Nella direzione opposta alla Mecca c'è il luogo dove pregano le donne, un posto elevato nella stessa grande sala.
La parte superiore del palazzo è dominata il minareto.
All'uscita della moschea, sotto le grandi scale, c'è una sala usata come camera ardente, in cui possono essere eseguite le autopsie.